# Daniel Sobkova
Daniel Sobkova  (* 17. Juli 1985 in Linz) ist ein österreichischer Fußballspieler.

## Karriere
Sobkova begann seine Karriere in der Stahlstadt Linz in der Jugend des LASK Linz. 2000 kam er zum FK Austria Wien, wo er ein Jahr lang bei den Amateuren im Kader stand. Zur Saison 2004/05 wurde er an die SV Ried verliehen und stieg mit den Innviertlern in die Bundesliga auf. In der Folgesaison debütierte er in der höchsten österreichischen Spielklasse, ging aber nach dem Ende des Leihvertrages zu SC Austria Lustenau in die Erste Liga. Bei den Vorarlbergern konnte er sich schnell durchsetzen und avancierte zum Fixpunkt in der Startelf. Nach überzeugenden Leistungen im Sommer 2010, holte ihn der LASK Linz zurück. Bei den Linzern, die am letzten Tabellenrang überwinterten, konnte er aber nicht Fuß fassen und wechselte zur Frühjahrs Saison 2010/11 wieder zurück in die Erste Liga zu SV Grödig.
Bei den Grödigern trug er die Nummer 7 und sollte der Mannschaft dabei helfen, sich in der Ersten Liga zu etablieren, was ihm auch gelang.
Von 2012 bis 2014 war Sobkova beim SV Pasching engagiert. Mit Pasching gewann Sobkova den österreichischen Pokal, in dessen Finale er das entscheidende Tor zum 1:0 gegen Austria Wien köpfte.
Zur Saison 2014/15 wechselte Sobkova zum SC Austria Lustenau in die zweite Liga. Nach vier Jahren bei Lustenau blieb er in Vorarlberg und wechselte zur Saison 2018/19 zum viertklassigen Verein Schwarz-Weiß Bregenz.

## Persönliches
Sein Vater Josef spielte für den LASK.

## Erfolge
- 1× Österreichischer Meister Erste Liga: 2004/05 mit SV Ried
- 1× Österreichischer Pokalsieger ÖFB-Cup: 2012/13 mit FC Pasching